# Hypolycaena pictor
Hypolycaena pictor är en fjärilsart som beskrevs av Hans Fruhstorfer 1912. Hypolycaena pictor ingår i släktet Hypolycaena och familjen juvelvingar. Inga underarter finns listade i Catalogue of Life.